# Томас Ксенакис
Томас Ксенакис (грч. Θωμάς Ξενάκης; 30. март 1875. Наксос Грчка — 7. јули 1942. Оринџ, Калифорнија САД) је био грчки гимнастичар учесник на првим Олимпијским играма 1896. у Атини.
Ксенакис је рођен у Грчкој, а живео је у Сједињеним Америчким Државама.
Такмичио се у пењању уз конопац. Он и његов земљак Николас Андриакопулос су били једини од пет такмичара који су се попели до врха на 14 метара. Време Ксенакиса није познато, али је било слабије од 23,4 секунде, времена победника Андриакопулоса.
Своју другу сребрну медаљу освојио је као припадник грчког гимнастичког тима у такмичењу на разбоју.